# 龔氏曼盲蝽
龔氏曼盲蝽（学名：Mansoniella kungi）为盲蝽科曼盲蝽屬下的一个种。